# Эйссел
Эйссел (нидерл. Ĳssel, нидерл. н.-сакс. Iessel) — правый рукав Рейна, протекающий по территории нидерландских провинций Гелдерланд и Оверэйссел. Иногда его называют Гелдернский Эйссел, чтобы избежать путаницы с Холландсе-Эйссел (Голландским Эйсселом). В «БСЭ» и «МСЭ» река описывается как Эйсел (с одной «с»).
Эйссел является одним из трёх самых крупных рукавов (вместе с Недер-Рейном и Ваалом), на которые распадается Рейн вскоре после пересечения границы Германии и Нидерландов.

## История
Название Эйссел (в древности Исла, Исала, от *Īsalō), предположительно происходит от праиндоевропейского корня *eis- «быстро двигаться» (древнескандинавское eisa «мчаться вперёд»). В Средние века, когда Зёйдерзе ещё не сформировался и на его месте было внутреннее Флевонское озеро, Эйссел протекал через него к своему эстуарию Вли. Однако, вследствие образования Зёйдерзе и дальнейшего перекрытия его дамбой Афслёйтдейк, Эйссел больше не течёт в его лиман Вли, который теперь является только проливом, разделяющим острова Влиланд (названный в честь Вли) и Терсхеллинг. Есть предположение, что превращённые ныне в польдеры приливные поймы вблизи Медемблика и бывшая бухта Эй (недалеко от Амстердама) когда-то были рукавами реки Эйссел.

### Эйссел как продолжение Ауде-Эйссел
Эйссел был продолжением русла маленькой реки Ауде-Эйссел (букв. «Старый Эйссел»), которая берёт начало в Германии, а теперь является притоком Эйссела длиной в 70 км. Русло между Рейном и Эйсселом было создано, вероятно, искусственным путём, предположительно вырыто людьми по приказанию римского генерала Нерона Клавдия Друза в качестве защиты от германских племен и позволяло римским кораблям перемещать по нему войска. Сегодня Ауде-Эйссел является вторым по величине источником воды в реке после Рейна.
Исток Ауде-Эйссел находится недалеко от Боркена в Северном Рейне-Вестфалии в Германии. Сначала он течёт на юго-запад, пока почти не достигнет Рейна около Везеля; затем он поворачивает на северо-запад. Пройдя через Иссельбург, он пересекает границу с Нидерландами. Затем Ауде-Эйссел протекает через Дутинхем и впадает в Эйссел в Дусбурге.

## Характеристики
Расход воды Эйссела может значительно изменяться. Средний расход указывается как 380 кубических метров в секунду. Но это может быть как 140, так и 1800, в зависимости от шлюзов на Недер-Рейне к западу от Арнема, которые регулируют количество воды, поступающей в Недер-Рейн и Эйссел.
Как равнинная река, Эйссел имеет множество излучин и стариц (на местном наречии называемых «ханками»); некоторые излучины были спрямлены человеком (наиболее заметно около Редена и Дусбурга), уменьшив длину реки от 146 км до 125 км, но не так радикально, как на Маасе. Естественное явление осадочного островного образования за пределами излучин было сведено на нет в последних годах XIX века.

### Эйссел как рукав Рейна
С того момента, как образовалась связь между Рейном и Эйсселом, Рейн стал крупнейшим источником воды в Эйсселе, хотя лишь относительно небольшое количество общего потока Рейна пробивается в систему Эйссела. Различные притоки также могут добавлять значительный объём воды в общий поток Эйссела, такие как Беркель и Схипбек. Эйссел является единственным ответвлением дельты Рейна, которое не только порождает рукава, но и имеет притоки.
Рукава появляются только на последних нескольких километрах от устья реки, недалеко от города Кампен, что приводит к относительно небольшой дельте Эйссела. Некоторые из рукавов были запружены, чтобы снизить риск затопления, другие заилились. Но некоторые из рукавов дельты всё же остались непрерывными. Большая часть плотин на реке была сделана до 1932 года, когда Зёйдерзе превратили в пресноводное озеро Эйсселмер. Район был склонен к затоплению во времена северо-западных штормов, которые нагоняли солёную воду из Зёйдерзе в дельту Эйссела и мешали стоку воды из рукавов дельты Эйссела в Зёйдерзе.
Современные названия ветвей дельты (с запада на восток): Кетелдип, Каттендип, Норддип, Ганцендип и Гот. Из них каналы Кетелдип и Каттендип являются основными навигационными артериями; Норддип был изолирован с обеих сторон. Ещё одна ветка, де Гарст, уже полностью заилилась к середине девятнадцатого века. До начала двадцатого века ветвь Ганцендип до развилки с Готом была известна как сам Эйссел из-за того, что он исторически был основным каналом вплоть до двадцатого века.
Эйссел, хотя и является теперь «всего лишь» ответвлением Рейна, по праву сохранил большей частью характер отдельной реки, в немалой степени из-за того, что он имеет свои собственные притоки и, в лице Ауде-Эйссел, даже имеет бывший исток.